# Franz Xaver Schmerbeck
Franz Xaver Schmerbeck (* 24. Juni 1894 in Karlsruhe; † 22. Juni 1973 ebenda) war ein deutscher Gewerbelehrer und Kommunalpolitiker.

## Werdegang
Schmerbeck kam als Sohn eines Schneidermeisters zur Welt. Er besuchte das Gymnasium und bildete sich nach dem Abitur zum Gewerbelehrer aus. Am Ersten Weltkrieg nahm er ab Dezember 1914 bis zu einer schweren Erkrankung im Oktober 1916 bei einer Fernmeldeeinheit an der Ostfront teil und wurde anschließend in der badischen Militärverwaltung eingesetzt. Nach der Demobilisierung am 28. November 1918 blieb er im Karlsruher Bezirkskommando tätig und wurde am 22. Januar 1919 zum Unteroffizier befördert. Nach seiner Entlassung aus dem Militär im gleichen Jahr begann er die Tätigkeit als Gewerbelehrer in Karlsruhe. Während der beginnenden Weimarer Republik unterrichtete er vor allem das neue Fach Staatsbürgerkunde. 1920 verfasste er ein Lehrbuch, das in einer Auflage von 40.000 Exemplaren gedruckt wurde. Seit 1919 war er Mitglied beim Windthorstbund, der Jugendorganisation der katholischen Zentrumspartei. Er war maßgeblich am Aufbau der Organisation im Land Baden beteiligt und wurde schließlich zum Landesführer gewählt, was er bis zur Auflösung des Verbandes 1933 blieb. Zugleich stieg er in die Führung des Karlsruher Zentrums auf und wurde Mitglied des Landes- und Reichsausschusses der Partei. Ab 1925 war er Stadtverordneter und wurde 1933 Stadtrat in Karlsruhe. Im März 1933 legte Schmerbeck die Staatsprüfung ab, die ihm den Zugang zum Lehramt an höheren Schulen ermöglichte, und erhielt damit den Titel Studienrat.
Als Fraktionsführer des Karlsruher Zentrums wurde er zum Vertrauensmann zwischen der NSDAP und der in Auflösung begriffenen Zentrumspartei bestimmt und mit der Abwicklung seiner Partei im Zuge der Gleichschaltung befasst. Er gehörte dem Karlsruher Stadtrat anschließend als Hospitant der NSDAP-Fraktion noch bis 1934 an. Wohl um ihn als Leiter der Karlsruher Gewerbeschule zu verhindern, wurde er zu Ostern 1934 als Gewerbeschullehrer nach Schopfheim versetzt, 1937 nach Mannheim. Bei Kriegsausbruch 1939 wurde er zum Dienst in der Heeresverwaltung verpflichtet. Nach kurzer amerikanischer Kriegsgefangenschaft setzte man ihn im September 1945 auf Empfehlung von Heinrich Köhler zum Bürgermeister von Buchen ein, er trat der Christlich-Demokratischen Partei (CDP, später CDU) bei und wurde im September 1946 zum Landrat des Landkreises Buchen gewählt. In dem damals wirtschaftlich unterentwickelten Landkreis kümmerte er sich besonders um die Integration von heimatvertriebenen Flüchtlingen. Gesundheitliche Gründe führten 1964 zur Aufgabe seines Amtes und zum Eintritt in den Ruhestand.

## Ehrungen
- 1971: Großes Verdienstkreuz der Bundesrepublik Deutschland
- Benennung der Franz-Xaver-Schmerbeck-Straße in Buchen (Odenwald)